# Santa María Yolotepec (kommun)
Santa María Yolotepec är en kommun i Mexiko.   Den ligger i delstaten Oaxaca, i den sydöstra delen av landet, 300 km sydost om huvudstaden Mexico City. Antalet invånare är 274.
Följande samhällen finns i Santa María Yolotepec:
- Santa María Yolotepec
- Cerro Negro